# Patsy Reddy
Patricia Lee "Patsy" Reddy, född 17 maj 1954 i Matamata på Nordön i Nya Zeeland, är en nyzeeländsk affärsjurist. Hon var 2016–2021 landets generalguvernör, det vill säga vicekunglig representant för Drottningen av Nya Zeeland Elizabeth II.

## Biografi

### Bakgrund
Reddy bodde i barndomen i Te Akau och senare Minginui; i den senare orten verkade hennes föräldrar som lärare. När hon var sex år gammal flyttade familjen till Hamilton, där hon kom att gå i skolan på – i tur och ordning – Hillcrest Primary School, Peachgrove Intermediate och Hamilton Girls High School.
Reddy studerade sedan juridik vid Victoria University i Wellington (Bachelor of Laws 1976 och Master of Laws 1979). 1979 avslutade hon sina juridikstudier och övergick till en tjänst som lektor vid universitetet.

### Yrkeskarriär
1982 blev hon del av juristfirman Watts and Patterson i Wellington, där hon arbetade med affärsjuridik och året efter även blev firmans första kvinnliga delägare. Senare arbetade hon från 1987 under 11 års tid hos Brierley Investments, inklusive arbete kring privatiseringen av Air New Zealand. Hon blev senare utnämnd till ordförande för Nya Zeelands filmkommission samt utredare kring Nya Zeelands underrättelsetjänst för signalspaning. Reddy och två kollegor grundade 1999 Active Equities Limited, ett privat investmentbolag.
I sitt yrkesliv har Reddy arbetat i olika styrelse- och konsultfunktioner inom både den privata och offentliga sektorn. Detta inkluderar ledande eller rådgivande positioner för enheter som Air New Zealand, Sky City Entertainment, Telecom Corporation, Southern Petroleum och New Zealand Post. 2014 tilldelades hon Nya Zeelands förtjänstorden (New Zealand Order of Merit), för sina bidrag till landets kultur- och affärsliv.

### Generalguvernör
I mars 2016 meddelades det att primiärminister John Key föreslagit Patsy Reddy som generalguvernör från och med september 2016. Reddy svors in som generalguvernör utanför parlamentsbyggnaden 28 september 2016 och blev då den tredje kvinnan på posten (efter Catherine Tizard och Silvia Cartwright).
Den 17 oktober 2016 undertecknade hon sin första nyzeeländska lag i sin roll som generalguvernör och representant för drottningen; hennes föregångare Jerry Mateparae undertecknade under sin tid på posten över 500 lagar. Bland andra ceremoniella uppdrag i tjänsten finns de som utdelare av Nya Zeelands förtjänstorden till förtjänta nyzeeländare. 
Hon uppbar tjänstepositionen fram till hösten 2021, då Cindy Kiro – landets första kvinnliga generalguvernör av maoribörd – valdes till hennes efterträdare. Så dags hade Reddy undertecknat närmare 500 nyzeeländska lagar.

## Privatliv
Reddy är gift med Sir David Gascoigne; de två delar sin tid mellan boenden i Wellington och Wairarapa. Bland hennes personliga intressen finns film, bildkonst, opera, trädgårdsarbete, matlagning och hennes hund.